# 赫德翁·瓜迪奥拉
赫德翁·瓜迪奥拉（西班牙語：Gedeón Guardiola，1984年10月1日—），西班牙男子手球运动员。他曾代表西班牙国家队参加2012年和2020年夏季奥林匹克运动会手球比赛，获得一枚铜牌。